# Джоди Комър
Джоди Мари Комър (на английски: Jodie Marie Comer; родена на 11 март 1993) е английска актриса. Тя е най-известна с ролята си на руската убийца Оксана Астанкова / Виланел в шпионския трилър сериал BBC America Убивайки Ийв (2018 – настояще), за която печели публиката и получава награда „Праймтайм Еми“ за изключителна главна актриса в драматичен сериал и награда на Британската академия за телевизия за най-добра актриса.
През декември 2018 г. британският Вог я включва в списъка си с „Най-влиятелните момичета на 2018“. През февруари 2019 Форбс я включва в своя годишен списък „30 под 30“, защото е в топ 30 на най-влиятелните хора в Европа на възраст под 30 години. 

## Благотворителна дейност
Комър подпомага Tyred – ливърпулска благотворителна организация за пътна безопасност, която провежда кампании за забрана на опасни стари гуми на превозни средства. 

## Филмография

### Филми
| Година | Заглавие                                  | Роля                    | Бележки           |
| ------ | ----------------------------------------- | ----------------------- | ----------------- |
| 2012   | Последната хапка                          | Марси                   | Късометражен филм |
| 2013   | In T'Vic                                  | Холидей                 | Късометражен филм |
| 2017   | Англия е моя                              | Кристин                 |                   |
| 2019   | Така или иначе                            | себе си                 | Късометражен филм |
| 2019   | Междузвездни войни: Възходът на Скайуокър | Майката на Рей          |                   |
| 2021   | Свободен играч                            | Мили / Момичето Молотов |                   |
| 2021   | Последният дуел                           | Маргьорит де Каруж      |                   |

### Телевизия
| година      | Заглавие                             | роля                       | бележки                                |
| ----------- | ------------------------------------ | -------------------------- | -------------------------------------- |
| 2008        | Кралското днес                       | Лиан                       | Епизод 1.41                            |
| 2010        | Холби Сити                           | Ели Дженкинс               | Епизод: „Обещания“                     |
| 2010        | Пътят на Ватерлоо                    | Сара Еванс                 | Сезон 6 епизод 3                       |
| 2011        | Правосъдие                           | Шарна Мълхерен             | Минисериал                             |
| 2012        | Лекари                               | Кели Лоутър                | Епизод: „Още един ден, още един долар“ |
| 2012        | Мълчалив свидетел                    | Ева Глистън                | Епизод: „Страх“                        |
| 2012        | Добро ченге                          | Ейми                       | Минисериал                             |
| 2012        | Жертва                               | Мади Елдън                 | Епизод: „Ще те видия в мечтите си“     |
| 2012        | Очаквайте                            | Кат Съливан                | Епизод: „Лотария с пощенски код“       |
| 2013        | Очаквайте                            | Джема                      | Епизод: „Голямо момиче“                |
| 2013        | Закон и ред: Великобритания          | Джес Хейс                  | Епизод: „Бащинска любов“               |
| 2013        | Вера                                 | Иззи Роулинс               | Епизод: „Млади богове“                 |
| 2013 – 2015 | Моят дневник за лудите мазнини       | Клои Гемел                 | 16 епизода                             |
| 2014        | Инспектор Джордж Нежно               | Джъстин Лейланд            | Епизод: „Синьо за синята птица“        |
| 2014        | Помни ме                             | Хана Уорд                  | Минисериал                             |
| 2015        | Любовникът на лейди Чатърли          | Айви Болтън                | Телевизионен филм                      |
| 2015 – 2017 | Доктор Фостър                        | Кейт паркове               | 9 епизода                              |
| 2016        | Тринадесет                           | Айви Моксам                | Минисериал                             |
| 2016        | Rillington Place                     | Берил Еванс                | Минисериал                             |
| 2017        | Бялата принцеса                      | Елизабет Йоркска           | 8 епизода                              |
| 2018        | Изцепки: Моменти от живота на жените | Линда                      | Епизод: „Боврил Пам“                   |
| 2018-2022   | Убивайки Ийв                         | Оксана Астанкова / Виланел | Водеща роля                            |